# بيورن غوستافسون (ممثل)
بيورن غوستافسون (بالسويدية: Björn Gustafson)‏ هو ممثل سويدي، ولد في 30 نوفمبر 1934 بستوكهولم في السويد. من الجوائز التي نالها ميدالية الآداب والفنون ‏ سنة 2009.

## جوائز
- ميدالية الآداب والفنون [الإنجليزية]‏ (2009)

## وصلات خارجية
- بيورن غوستافسون على موقع IMDb (الإنجليزية)
- بيورن غوستافسون على موقع ميوزك برينز (الإنجليزية)
- بيورن غوستافسون على موقع أول موفي (الإنجليزية)
- بيورن غوستافسون على موقع قاعدة بيانات الأفلام السويدية (السويدية)
- بيورن غوستافسون على موقع ديسكوغز (الإنجليزية)
- بيورن غوستافسون على موقع قاعدة بيانات الفيلم (الإنجليزية)